# Yuji Koseki
Yūji Koseki (Japans: 古関 裕而, Koseki Yūji) (Fukushima, 11 augustus 1909 – Kawasaki, 18 augustus 1989) was een Japanse componist, dirigent en tekstschrijver. Zijn richtige naam is Yūji Koseki, maar in Kanji schrijft hij zich 古關 勇治.

## Levensloop
Koseki was gedurende zijn schooltijd al lid van een mondharmonicagroep (Fukushima Harmonica Society) en werd later hun dirigent. Na de school werkte hij eerst in de Kawamata Bank en in deze periode kwam hij in contact me Kosaku Yamada. Later studeerde hij bij Kosaku Yamada aan de Tokyo Music School. Later vertrok hij naar Sendai om bij Yoshiyuki Kinsu te studeren, die hem vertrouwd maakte met Russische muziek, vooral met Russische kerkmuziek en de werken van Nikolaj Rimski-Korsakov. In 1929 won hij een prijs met zijn "Taketori Monogatari" (Bamboo Princess), een suite voor brassband tijdens de compositiewedstrijd van de muziekuitgeverij Chester Music Publishing Company Londen en was daarmee de eerste Japanner, die deze prijs in ontvangst kon nemen. In september 1930 werd hij medewerker (componist, arrangeur en dirigent) van het Japanse platenlabel "Nippon Columbia".

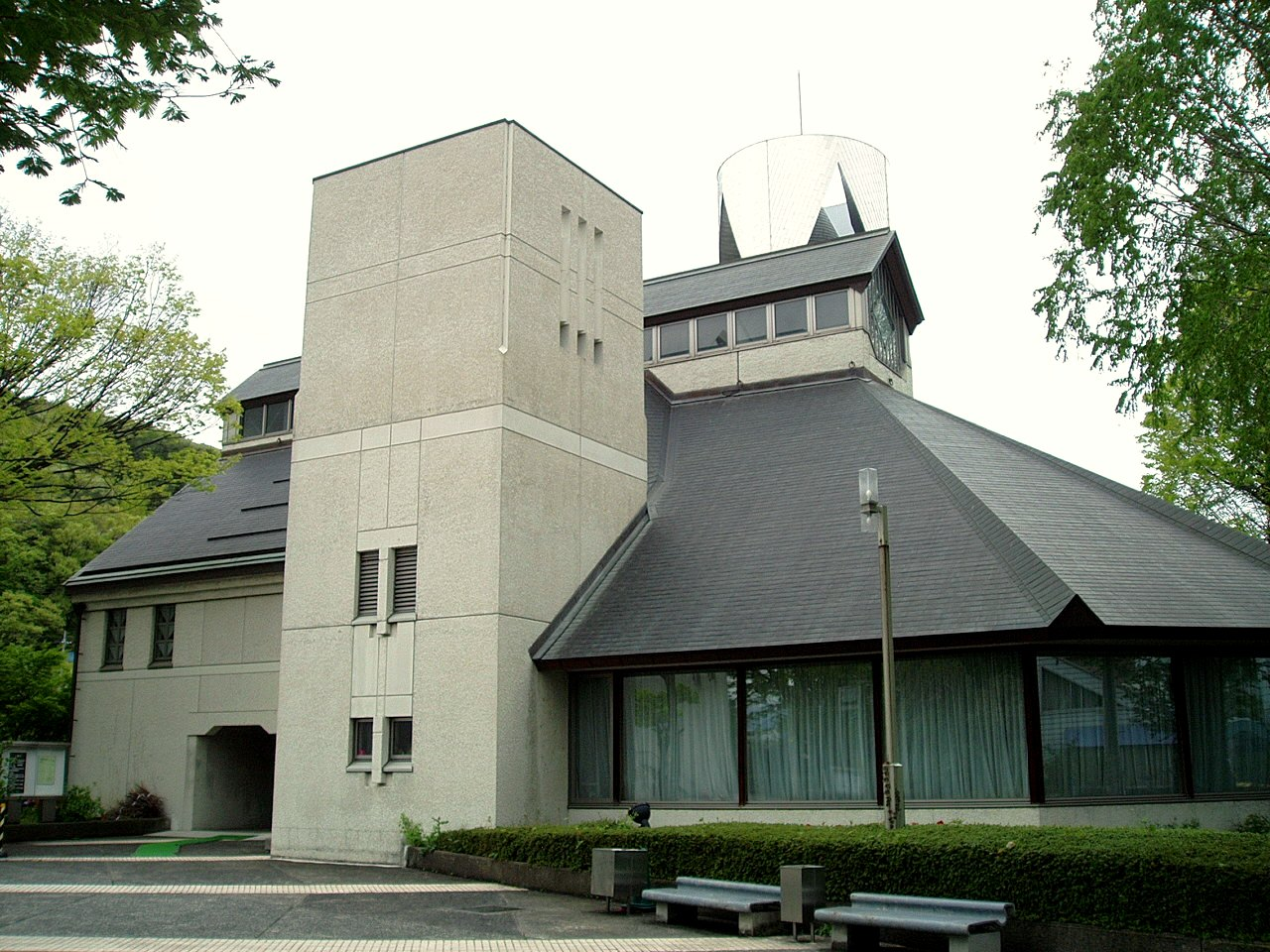
De Yūji Koseki Memorial Hall in Fukushima

Hij schreef liederen voor scholen en universiteiten zoals voor de Waseda-universiteit het strijdlied "Donkerblauwe hemel" en de Keiō-universiteit (慶應義塾大学, Keiō Gijuku Daigaku) "Ieder van ons is een kampioen", de Landbouwuniversiteit Tokio (東京農業大学 Tōkyō nōgyō daigaku) "College Song", maar ook voor sportverenigingen zoals de Osaka Hanshin Tigers de "Rokko Oroshi". Toen de Tweede Chinees-Japanse Oorlog uitbraak schreef hij een van zijn bekendste werken, het mars-/strijdlied "Roei no Uta" (露営の歌), vrij vertaald Het lied van het kamp. Verdere bekende liederen zijn De klokken van Nagasaki, het Mothra's lied en hij componeerde de mars voor de Olympische Zomerspelen 1964 in Tokio, de Olympic March.
In 1969 ontving hij de De Japanse Eremedaille met het paarse lint (紫綬褒章) van de Japanse regering.